# Jem and the Holograms
Jem and the Holograms, eller bara "Jem", är en amerikansk animerad TV-serie i 65 avsnitt från 1985-1988 av Marvel Productions och Hasbro, som handlar om en tjejgrupp och där varje avsnitt innehåller specialskrivna låtar som presenteras med musikvideor.

## Handling
Jerrica Benton ärver hälften av ett skivbolag, Starlight Music, när hennes far dör. Den andra halvan går till den giriga Eric Raymond som planerar att själv ta över det och marknadsföra den högljudda och stökiga gruppen The Misfits. För att Jerrica ska kunna fortsätta driva det fosterhem hennes föräldrar även lämnat efter sig, så krävs pengar. En kväll avslöjas en speciell gåva från hennes far, i form av en holografisk dator, Synergy, och ett par örhängen med mikroprojektorer. Med hjälp av dessa kan Jerrica skapa ett hologram över sin kropp och bli den mystiska sångerskan Jem. Tillsammans med sitt band, The Holograms, utmanar hon Eric Raymond och The Misfits.

## Produktion
Leksaksföretaget Hasbro anlitade reklambyrån Griffin-Bacal Advertising, New York, för att skapa en tecknad TV-serie om sina dockor. Griffin-Bacal var i sin tur ägare av företaget Sunbow Productions som i samarbete med Marvel Productions utvecklade TV-serien. Christy Marx, som tidigare skrivit för actionserier som Spider-Man and His Amazing Friends och G.I.JOE, anställdes för utveckla konceptet, rollfigurernas personligheter, samt skriva de första avsnitten. Designen av rollerna gjordes i USA, medan de flesta avsnitt tecknades i Japan av Toei Animation.

## Jem i Sverige
I Sverige var Jem tillgänglig som dockor samt 11 avsnitt som släpptes på VHS av Trefa Video. TV-serien har aldrig sänts på TV i Sverige. De avsnitt som var tillgängliga var de första åtta, samt tre speciellt utvalda tidiga avsnitt. Det finns en DVD med filmversionen av de 15 första delarna som senare blev de 5 första avsnitten som sen blev filmen som släpptes t.ex. i Sverige.

### Avsnitt
- Jem 1: 
  - The Beginning
  - Disaster
  - Kimber's Rebellion
  - Frame Up
  - The Battle Of The Bands

- Jem 2:
  - Starbright Part One: "Falling Star"
  - Starbright Part 2: "Colliding Stars"
  - Starbright Part Three: "Rising Star"

- Jem 3:
  - Broadway Magic
  - Det Stulna Masterbandet (In Search of the Stolen Album)
  - Den Stora Biltävlingen (Intrigue at the Indy 500)

### Svensk version producerad av
För den svenska översättningen, samt regi och bearbetning stod Monica Forsberg, KM Studio, Karlskoga.

### Svenska röster
Monica Forsberg gjorde själv rösten som huvudrollen Jem, medan de flesta av de övriga rollfigurernas röster varierades. Nämnvärt är även att Karin Glenmark i tre avsnitt spelade Jems rival Pizzazz.
- Cisela Björklund - Kimber, Shana, Stormer
- Ingemar Carlehed - Eric, Anthony
- Bertil Engh - Zipper, Jeff
- Birgitta Fernström - Aja, Pizzazz
- Monica Forsberg - Jerrica, Jem, Synergy
- Karin Glenmark - Aja, Pizzazz, Roxy
- Hans Gustafsson
- Ulf Källvik - Nick
- Christel Körner - Kimber, Stormer, Roxy, Video
- Johanna Ljungberg - Ashley, Ba Nee
- Ann-Christine Magnusson - Pizzazz, Shana
- Peter Wanngren - Rio, Howard